# Новочервоне (Білокуракинський район)
Новочервоне — колишнє село в Україні; підпорядковувалось Просторівській сільській раді Білокуракинського району Луганської області.
Розміщувалось північніше адміністративного центру сільської ради села Просторе. 
Виключене з облікових даних 26 січня 2006 року рішенням Луганської обласної ради.